# Thorstein Veblen
Thorstein Bunde Veblen (Cato, Wisconsin, 30 de juliol de 1857 - Sand Hill Road, Menlo Park, Califòrnia, 3 d'agost de 1929) fou un economista, sociòleg i professor estatunidenc, va destacar per la seva investigació de l'estructura econòmica de la societat i per la seva anàlisi del sistema econòmic contemporani.

## Biografia

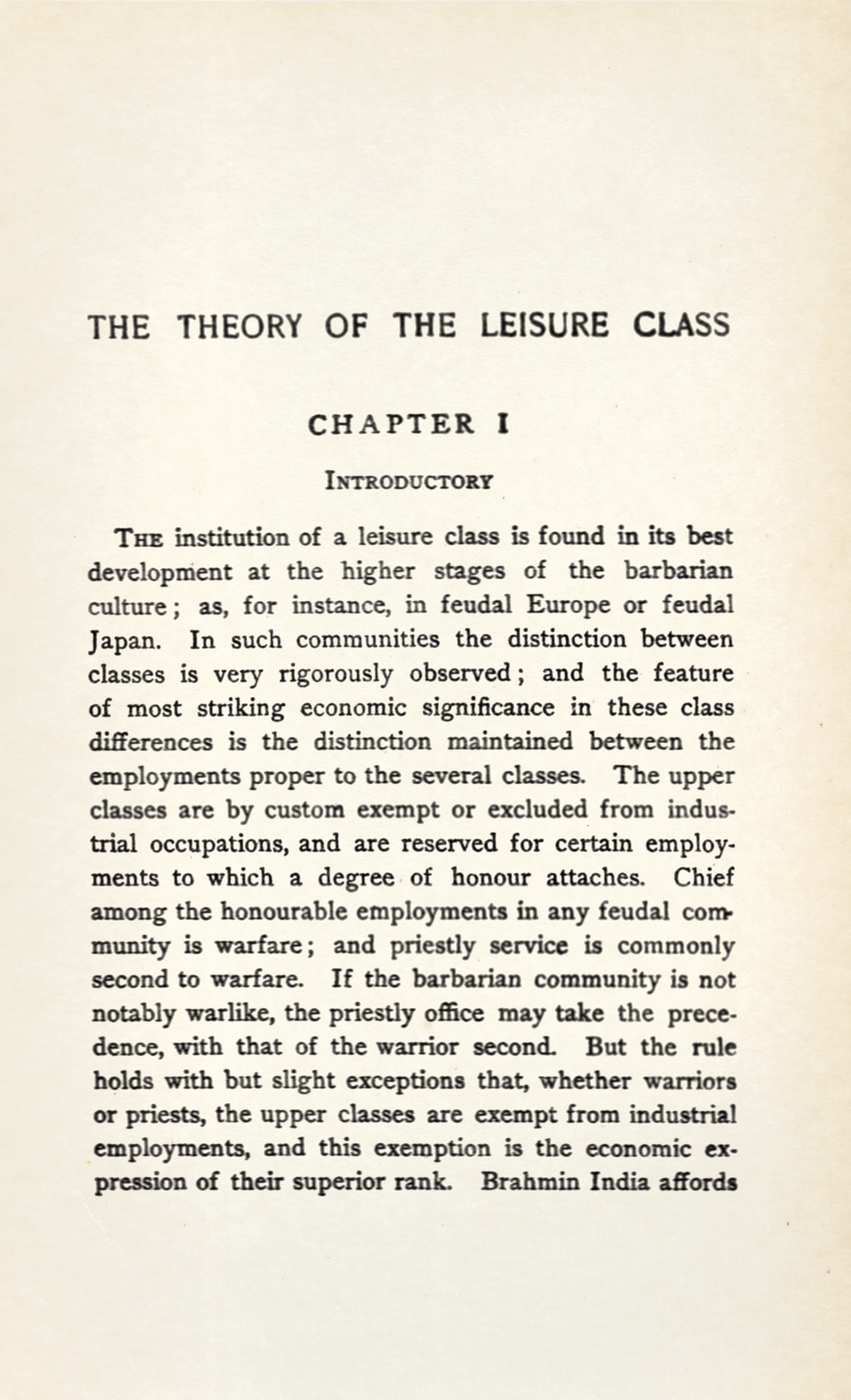
Theory of the leisure class, 1924

Thorstein Bunde Veblen va ser un dels nou fills de Thomas Andersen Veblen i Kari Torsteinsdatter Bunde, immigrants noruecs, establerts a Wisconsin el 1847. El 1865 la família va traslladar-se a Nerstrand, a l'estat de Minnesota, on hi havia molts altres immigrants originaris del mateix poble de Suècia. En el poble parlaven noruec, que, a més de ser la llengua materna de molts dels seus habitants, també l'aprenien a l'escola parroquial. L'anglès el va aprendre a l'escola americana. Un oncle seu tenia una gran biblioteca i Veblen hi llegia també llibres en alemany, llatí i grec. Va estudiar al Carleton College de Northfield (Minnesota) i després va estudia filosofia a les universitats Johns Hopkins i Yale; en aquesta última va graduar-se l'any 1884. Aquell mateix any va tornar a la granja familiar perquè va contreure la malària. Va tenir una convalescència molt llarga, que va aprofitar per llegir molt. El 1891 va tornar a l'ambient acadèmic, com a estudiant postgraduat a la Universitat Cornell.
Fou professor d'economia política a la Universitat de Chicago de 1892 a 1906 i d'economia a la Universitat Stanford a Palo Alto (Califòrnia) de 1906 a 1909. De 1911 a 1918 va ser professor a la Universitat de Missouri. A partir de 1919 i fins a 1929 va treballar a la New School for Social Research (avui dia, The New School), a Nova York. El 1926 es va retirar a Califòrnia, on va viure fins a la mort, el 3 d'agost de 1929.
Velben, criat en una economia marcadament familiar i cooperativa, dins de la qual es produïa gran part del que consumia i en el que la solidaritat ocupava un rol fonamental, pot haver influït amb la simpatia que tingué després vers les organitzacions simples i amb una limitada orientació cap al mercat. Tot i treballar de professor a diverses universitat no va poder ingressar com a acadèmic en cap. Sembla que això no fou degut a les seves posicions heterodoxes sinó més aviat a les preferències de les universitats que en la selecció tenien molt en compte la posició social dels aspirants.
L'obra de Veblen, molt influïda per la de Marx tot i que crítica amb ella, comprèn l'antropologia, la sociologia i la psicologia. Creia que l'economia estava molt moldejada per la cultura i que no existia una natura humana universal que fos capaç d'explicar l'enorme quantitat de normes i comportaments descoberts per l'antropologia.
La seva obra més coneguda és The Theory of the Leisure Class (Teoria de la classe ociosa), publicada el 1899, un llibre innovador, irònic i mordaç que criticava l'economia neoclàssica de l'època. Veblen dividia la societat en tres classes; una classe depredadora, o ociosa, propietària dels negocis; la classe tècnica, que té els coneixements; i una classe treballadora que produeix els béns. Veblen descriu la classe ociosa com una classe parasitària per a l'economia. Apunta que l'acumulació dels béns i l'oci són un distintiu social, per a destacar i mostrar a la societat que el seu propietari no treballa. I el principal mecanisme entre classes socials contigües és l'emulació, pel qual, per exemple els membres de la classe mitjana (tècnica, en paraules de Veblen), intenten emular i parèixer-se a la classe ociosa, tant en els seus comportaments, com en les propietats o l'oci.